# Nyctinomops
Nyctinomops är ett släkte av fladdermöss som ingår i familjen veckläppade fladdermöss. Släktnamnet kommer från latin och betyder "djuret som äter under natten".
Arter enligt Catalogue of Life, Wilson & Reeder (2005) samt IUCN:
- Nyctinomops aurispinosus, tre från varandra skilda populationer i Central- och Sydamerika.
- Nyctinomops femorosaccus, sydvästra USA och västra Mexiko.
- Nyctinomops laticaudatus, Central- och Sydamerika, inklusive västindiska öar.
- Nyctinomops macrotis, Central- och Sydamerika, inklusive västindiska öar, även sydvästra USA.

Individerna blir 54 till 84 mm långa (huvud och bål) och har en 34 till 57 mm lång svans. Underarmarnas längd är 41 till 64 mm. Nyctinomops laticaudatus väger cirka 14 g och Nyctinomops macrotis kan på västindiska öar väga upp till 20,5 g. Pälsen har på ovansidan en brun eller rödaktig färg och buken är oftast ljusare. Arterna liknar medlemmarna av släktet Tadarida i utseende. Nyctinomops skiljer sig från Tadarida genom en smalare nos, genom avsaknaden av en tredje framtand i underkäken (på varje sida), genom sammanlänkade öron och genom avvikande detaljer av skallens konstruktion.
Beroende på art vilar individerna i bergssprickor, i grottor eller i byggnader. Släktets medlemmar förekommer i olika habitat, bland annat fuktiga skogar, halvöknar och kultiverade landskap. Vid viloplatsen bildas kolonier med cirka 100 medlemmar. För Nyctinomops laticaudatus är kolonier med upp till 1000 individer kända. Honor bildar vanligen före ungarnas födelse kolonier som är skilda från hanarna. Per kull föds en unge.
Dessa fladdermöss är aktiva på natten då de jagar olika insekter.